# Комано (Тічино)
Комано (італ. Comano) — громада  в Швейцарії в кантоні Тічино, округ Лугано.

## Географія
Громада розташована на відстані близько 155 км на південний схід від Берна, 19 км на південь від Беллінцони.
Комано має площу 2,1 км², з яких на 34,3% дозволяється будівництво (житлове та будівництво доріг), 10,8% використовуються в сільськогосподарських цілях, 54,4% зайнято лісами, 0,5% не є продуктивними (річки, льодовики або гори).

## Демографія
2019 року в громаді мешкало 2047 осіб (+3,3% порівняно з 2010 роком), іноземців було 11,7%. Густота населення становила 994 осіб/км².
За віковим діапазоном населення розподілялося таким чином: 22,8% — особи молодші 20 років, 55% — особи у віці 20—64 років, 22,2% — особи у віці 65 років та старші. Було 862 помешкань (у середньому 2,3 особи в помешканні).
Із загальної кількості 914 працюючих 7 було зайнятих в первинному секторі, 12 — в обробній промисловості, 895 — в галузі послуг.